# تروبل
تروبل (بالإنجليزية: Trouble)‏ هو فيلم كوميدي عائلي صُنِعَ بتقنية التحريك الحاسوبي لعام 2019 من إخراج كيفن جونسون وبطولة بيغ شون وباميلا أدلون ولوسي هيل. كُرِّسَ الفيلم لذكرى لينوس المنتج التنفيذي، كلب كونراد فيرنون، الذي توفي في عام 2017.

## القصة
على الكلب المدلل تروبل أن يتعلم العيش في العالم الواقعي بكل تفاصيله، وذلك خلال محاولته الهرب من أبناء مالكه السابق الطماعين.

## البطولة
- بيغ شون بدور تروبل
- باميلا أدلون بدور روسي
- لوسي هيل بدور زوي بيل
- ماريسا جاريت وينكور بدور كلير
- يلمر فالديراما بدور ثورمان سانشيز
- جويل مكهيل بدور نوربرت
- سيث رولينز بدور نورم
- ديمون وايانز جونيور بدور جيزمو
- أوليفيا هولت بدور بيلا
- كارلوس بينا فيغا بدور تيبي

## وصلات خارجية
- تروبل على موقع IMDb (الإنجليزية)
- تروبل على موقع روتن توميتوز (الإنجليزية)
- تروبل على موقع نتفليكس (الإنجليزية)
- تروبل على موقع قاعدة بيانات الأفلام العربية
- تروبل على موقع ألو سيني (الفرنسية)
- تروبل على موقع فيلمافينيتي (الإسبانية)
- تروبل على موقع قاعدة بيانات الأفلام السويدية (السويدية)
- تروبل على موقع قاعدة بيانات الفيلم (الإنجليزية)
- تروبل على موقع ليتربوكسد (الإنجليزية)